# Ariobarzan Frigijski
Ariobarzan (staroperzijsko *Aryābr̥zaⁿs, starogrško Ἀριοβαρζάνης, Ariobarzánēs) znan tudi kot Ariobarzan I. Kioški, je bil perzijski satrap Helespontske Frigije in vojaški poveljnik, vodja upora za neodvisnost  in prvi znani vladar grškega mesta Kios, * ni znano, † okoli 362 pr. n. št.
Ariobarzan je bil očitno iz stranske veje dinastije Ahemenidov, verjetno sin Farnabaza II., in pripadnik dinastije Farnakidov. Kios je bil verjetno del družinske posesti Ariobarzanove družine. 
Ariobarzanov predhodnik je bil  Mitradat, morda  kapadokijski satrap Mitradat. Arheolog Walther Judeich trdi, da je bil Ariobarzan Mitradatov sin, vendar je njegova trditev sporna. Ker ju noben klasični vir ne omenja kot sina in očeta, je njuno sorodstvo poznejša rekonstrukcija na podlagi nasledstva. 

## Vladanje
Frigijski satrap Farnabaz (413–373 pr. n. št.), sin Farnaka Frigijskega, naj bi v poznem 5. stoletju pr. n. št. delil svojo oblast in ozemlje s svojimi brati. Eden od bratov je bil morda kapadokijski satrap Mitradat, drugi pa morda Ariobarzan Kioški. Apijan omenja, da je bil Ariobarzan član širše družine perzijskega velikega kralja Dareja Velikega. 
Ariobarzan je bil okoli leta 407 pr. n. št. zelo verjetno  perzijski odposlanec v grških mestih-državah in je gojil prijateljstvo z Atenami in Šparto. Leta 405 pr. n. št. je odpeljal atenske veleposlanike v svoje obmorsko mesto Kios v Miziji, potem ko so bili na ukaz Kira Mlajšega tri leta zaprti.
Ariobarzan je bil  v poznem 5. stoletju  pr. n. št. omenjen kot podsatrap v Anatoliji, potem pa  je očitno nasledil svojega domnevnega sorodnika, morda starejšega brata, Farnabaza kot satrapa Frigije in Lidije. Za satrapa ga je izbral sam Farnabaz, ko je odšel na perzijski dvor, da bi se poročil z Apamo, hčerko perzijskega kralja. Ariobarzan je postal satrap Helespontske Frigije na severozahodu Anatolije. Farnabaz se je v 370. letih pr. n. št. v perzijskem cesarstvu povzpel na položaj, višji od frigijskega satrapa.

## Veleposlaništvo v Delfih (368 pr. n. št.)
Zdi se, da je leta 368 pr. n. št. še vedno opravljal visoke funkcije na perzijskem dvoru, saj je tega leta očitno v imenu kralja poslal veleposlaništvo pod vodstvom Filiska iz Abidosa v Grčijo. Filisk, Ariobarzan in njegovi trije sinovi so postali državljani Aten, kar je pomenilo izjemno čast in kazalo na pomembne storitve, opravljene za mestno državo. 
Ariobarzan, ki ga Diodor imenuje satrap Frigije, Kornelij Nepos pa satrap Lidije, Jonije in Frigije, se je leta 362 uprl Artakserksu II. Demosten omenja,  da so mu Atenci kot svojemu državljanu na pomoč poslali Timoteja.  Ko je atenski general videl, da se Ariobarzan odkrito upira kralju, mu ni hotel pomagati. 

## Veliki upor satrapov
Ko je Farnabazov drugi sin Artabaz II. Frigijski želel ponovno pridobiti satrapijo od svojega brata, je Ariobarzan to zavrnil.  
Ariobarzan se je okoli leta 366 pr. n. št. pridružil neuspešnemu uporu satrapov zahodne Anatolije proti ahamenidskemu kralju Artakserksu II.  Na njegovo stran je stopilo več drugih satrapov,  vključno z Mavzolom Karijskim, Orontom I. Armenskim, Avtofradatom Lidijskim in Datamom Kapadokijskim. Uporniški satrapi so bili deležni podpore egipčanskega faraona, Teosa in nekaterih grških mestnih držav. Špartanski kralj Agezilaj II. mu je  prišel na pomoč s svojo vojsko plačancev. 
Ariobarzan je leta 366 pr. n. št. zdržal obleganje Adramita, dokler se Agezilaj ni dogovoril za umik oblegovalcev.
Nekaj let kasneje je Ariobarzana njegov sin Mitridat izdal perzijskemu kralju,  ki je dal Ariobarzana križati.